# Landesvertretung des Freistaates Bayern (Bonn)

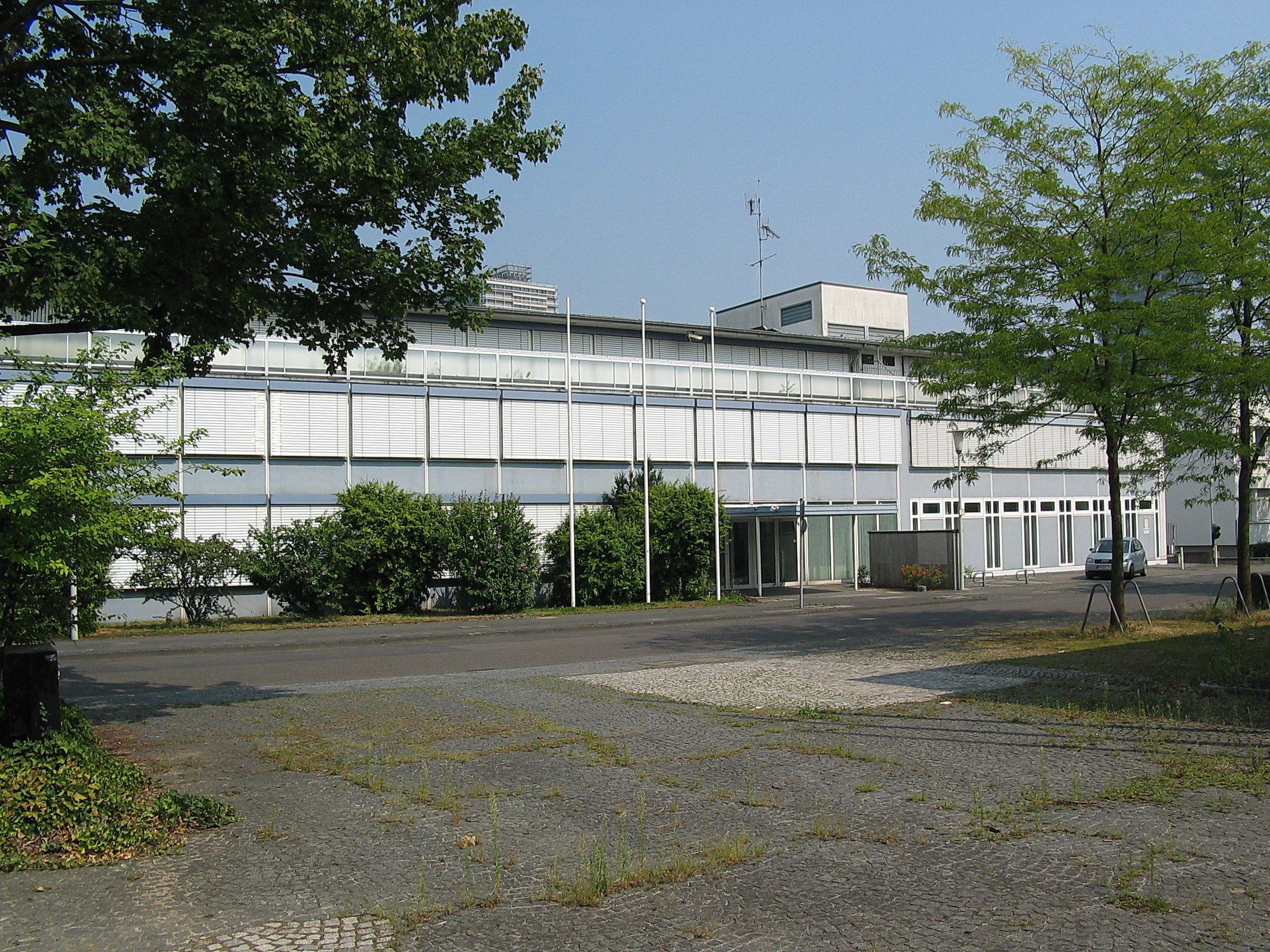
Bayerische Landesvertretung Bonn (2003)

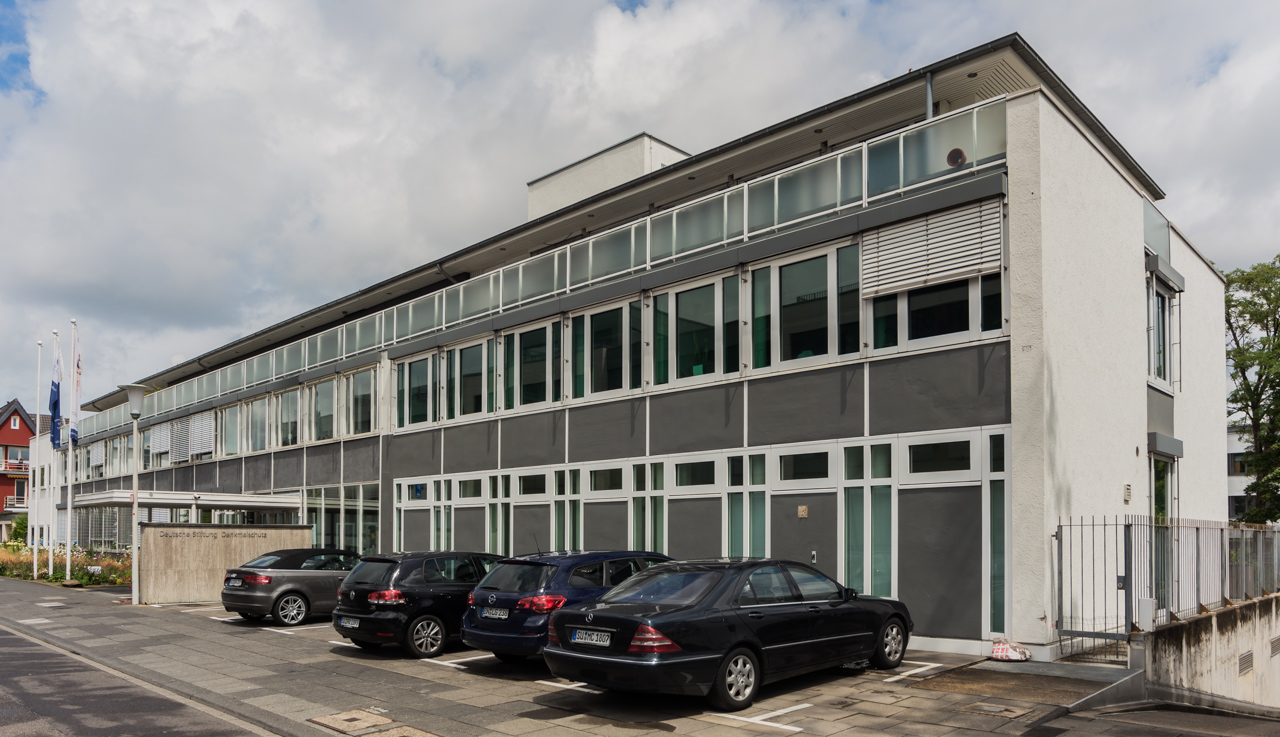
Ehemaliger Sitz der bayerischen Landesvertretung (2014)

Die Vertretung des Freistaates Bayern beim Bund hatte von 1955 bis 1999 ihren Sitz im Bonner Parlaments- und Regierungsviertel. Das Gebäude, 1954/55 nach Plänen Sep Rufs errichtet, liegt im Zentrum des Bundesviertels im Ortsteil Gronau an der Schlegelstraße 1 gegenüber der Landesvertretung Baden-Württembergs. Es steht als Baudenkmal unter Denkmalschutz. Heute befindet sich hier der Sitz der Deutschen Stiftung Denkmalschutz.

## Geschichte

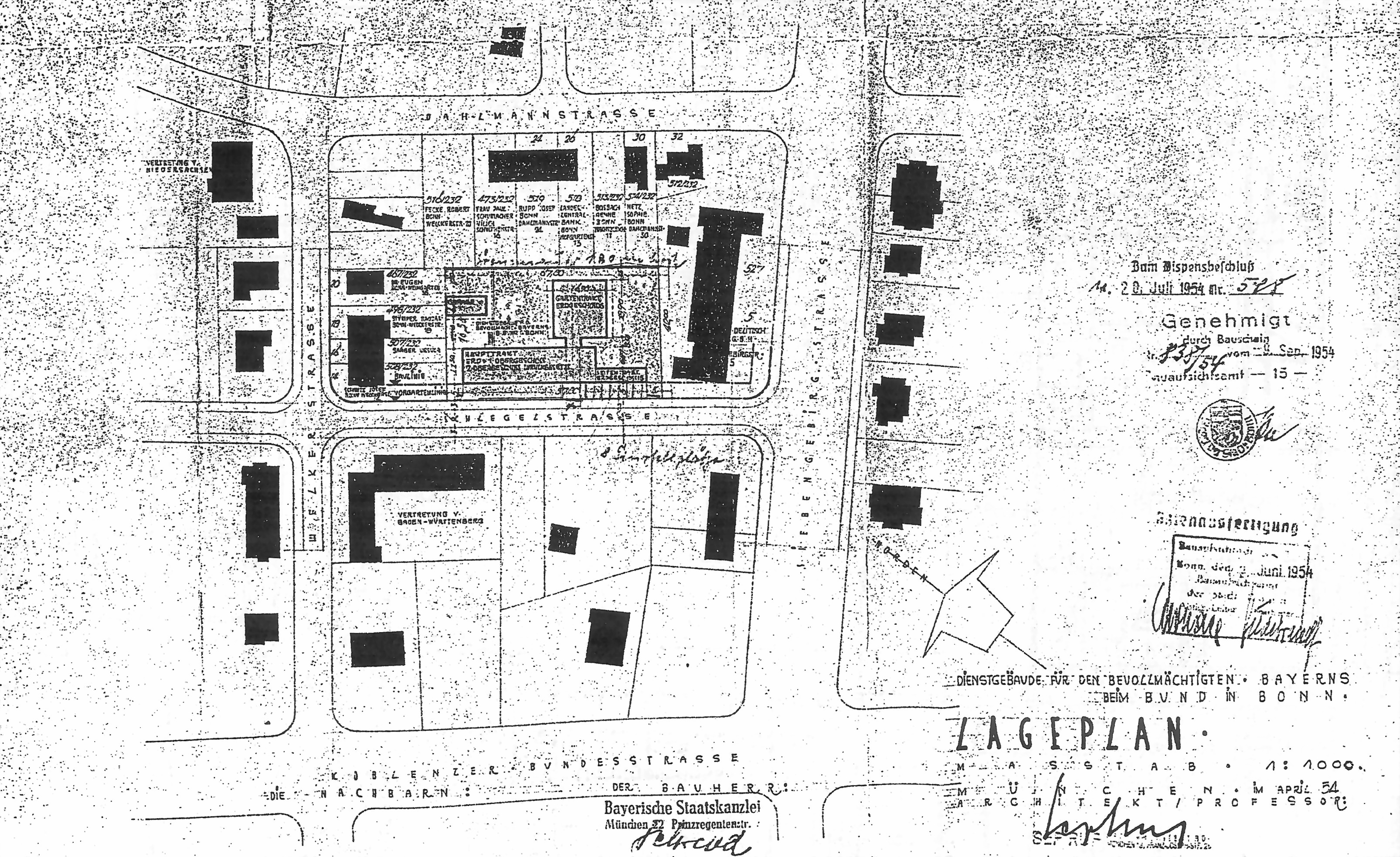
Amtlicher Lageplan von April 1954

Nach Gründung der Bundesrepublik Deutschland 1949 kam die bayerische Landesvertretung zunächst im Block III der behelfsmäßig errichteten sogenannten „Pressehäuser“ am Bundeshaus sowie in der heutigen Villa Kurt-Schumacher-Straße 10 unter. Als Gästehaus der Landesvertretung („Bayernhaus“) diente die teilweise kriegszerstörte Villa Bülbring (Koblenzer Straße 121a), die von der Stadt Bonn für den Freistaat bis Herbst 1949 hergerichtet wurde. Als Residenz für den bayerischen Bevollmächtigten beim Bund erwarb der Freistaat im Frühjahr 1950 ein kurz zuvor erbautes Haus am nördlichen Bonner Rheinufer (Am Schänzchen 22).
Der Neubau für den Freistaat Bayern entstand von 1954 bis 1955 nach einem Entwurf des Architekten Sep Ruf, der auch für den Bau des Kanzlerbungalows verantwortlich zeichnet. Er war eine der ersten neugebauten Landesvertretungen in der provisorischen Bundeshauptstadt Bonn und erregte Aufsehen, denn die Leichtigkeit und Eleganz als programmatische Eigenschaften der Baukunst des jungen Staates hoben ihn ab von den Vertretungen anderer Bundesländer und stellten ihn in eine Reihe mit den neuen Bauten des Bundes in Bonn.
Ab Mai 1963 wurde als Gästehaus anstatt der aufgegebenen bisherigen Residenz des bayerischen Bevollmächtigten (Am Schänzchen 22) – auch die Hotel-Pension „Haus Bayern“ (Koblenzer Straße 121a) war zuvor geschlossen worden – eine Villa im Ortsteil Schweinheim (Axenfeldstraße 7) mit etwa 350 m² Wohnfläche genutzt. Dort wohnte der bayerische Staatsminister für Bundesangelegenheiten während seines Aufenthalts in Bonn, führte politische Gespräche und richtete Empfänge aus. Anfang 1995 gab Bayern das Gästehaus, unter anderem aufgrund des Wegfalls von Repräsentationsaufgaben in Folge einer Umstrukturierung des Landeskabinetts, auf und verkaufte die Villa.
Mit der Verlegung des Parlaments- und Regierungssitzes zog die bayerische Vertretung mit zuletzt 50 Mitarbeitern 1999 nach Berlin um. Die Eintragung des Gebäudes in die Denkmalliste der Stadt Bonn erfolgte 2002. Im Mai 2002 beauftragte die Sparkasse Bonn das Büro für Projektentwicklung und Immobilienbewertung des ortsansässigen Architekten Peter Riemann mit einem Wertermittlungsgutachten auf der Basis des Bebauungsplan-Entwurfs: Neuordnungsbereich Dahlmannstraße - Schlegelstraße. Ein Entwurfskonzept, das nach Abriss eines Gebäudes an der ehemaligen Dahlmannstraße, in Abstimmung mit der LEG und der Unteren Denkmalbehörde eine Passage durch den Block als weitere Bebauung im Plangebiet vorsah, hob den Wert der Immobilie wesentlich an, was den Verkauf nicht erleichterte. Im Januar 2003 "hieß es lapidar aus Berlin, man befinde sich in Verkaufsverhandlungen, aber der Vertrag sei noch nicht unterschriftsreif". Schließlich scheiterten die Verkaufsverhandlungen des bayerischen Finanzministeriums mit einem "sehr seriösen Partner, der einen einstelligen Millionenbetrag bezahlen werde." Erst im Mai 2009 wurde die Immobilie als letzte der 16 vormaligen Landesvertretungen – mit Ausnahme der nordrhein-westfälischen – an privat verkauft. Neue Besitzer waren zwei Bonner Investoren, die es bis Herbst 2009 zu einem Bürogebäude umbauen wollten und im November 2009 an die Deutsche Stiftung Denkmalschutz weiterverkauften. Die Stiftung zog dort im Oktober 2010 mit ihrer Bonner Zentrale ein, die zuvor auf mehrere Standorte verteilt war. Nach dem Abbruch der gegenüberliegenden Landesvertretung Baden-Württembergs bis auf Fassadenteile 2011 ist das Gebäude die einzige als Ganzes erhaltene denkmalgeschützte frühere Landesvertretung in Bonn.

## Architektur
„Die ehemalige Bayerische Landesvertretung zeigt enge Verwandtschaft mit zahlreichen gleichzeitigen Bauten Sep Rufs. Pavillonartige Anordnung und Staffelung der Baukörper sowie große Transparenz durch eine schlanke Skelettkonstruktion, raumhohe Fenster und Türen knüpfen an den amerikanischen Villenbau der 1930/40er Jahre an. Das Gebäude ist ein wertvolles Zeugnis sowohl der Architekturmoderne der Nachkriegszeit als auch der Geschichte der frühen Bundesrepublik und ihrer Hauptstadt Bonn.“

### Ursprünglicher Bau 1954/55
Das Gebäude ist ein dreigeschossiger Stahlskelettbau, zur rückwärtigen Gartenseite hin erstreckt sich ein eingeschossiger Trakt. Der langgestreckte Hauptbau wird von einem Staffelgeschoss mit Dachterrasse und vorkragendem Flachdach abgeschlossen. Die Fassade gliedert sich durch ein Raster weißer Stützen und dreiteiliger Fenster mit Brüstungen aus schwarzem Kunststein. Der seitlich versetzte, vollständig verglaste Eingang wird durch ein ausschwingendes Vordach akzentuiert. Der Eingang führt zu einer zur Gartenseite durchfensterten Erdgeschosshalle und zu dem rückwärtigen Flachbau, in dem u. a. die Büros des bayerischen Ministerpräsidenten und des Gesandten, sowie Sitzungsräume untergebracht waren. Die Fenster des Hauptbaus und des gartenseitigen Flachbaus waren mit orangefarbenen Fallarmmarkisen versehen. Im Kontrast zur modernen, offenen Architektur stand von Beginn an die Gestaltung des holzgetäfelten, rustikalen Bierkellers, dem legendären gesellschaftlichen „Herzstück“ der Landesvertretung, der über die Grenzen der bayerischen Vertreter beim Bund hinaus bekannt wurde.
Sep Ruf war auch verantwortlich für die innenarchitektonische Gestaltung des Gebäudes. Als markant dürfte die Gestaltung der Erdgeschosshalle und des Treppenhauses gelten. Die Erdgeschosshalle schließt zum Garten mit bodentiefen Fenstern und schmalen Rundsäulen ab. Zu Rufs Ärger wurden die filigranen Säulen aus Feuerschutz-Gründen mit voluminösen Asbest-Ummantelungen versehen. Das Treppenhaus orientiert sich an einer vom Erdgeschoss bis zum letzten Obergeschoss führenden, freistehenden und etwa 10 Meter hohen Stahlbeton-Wand, die mit einem anthrazitfarbenen Terrazzo-Belag mit hohem manuellem Aufwand versehen wurde. Der Bodenbelag in den Obergeschossen des Treppenhauses bestand aus petrolfarbenem Linoleum. Die nordwestlichen Stirnseiten der Erdgeschosshalle und des Treppenhauses wurden rot gestaltet. Das „Schwarz“ der Treppenhaus-Wand, das Rot der Stirnseite und eine goldfarbene Zierleiste im Deckenbereich der Erdgeschosshalle bilden ein Ensemble in Schwarz-Rot-Gold – die Farben der Flagge der Bundesrepublik Deutschland.

### Erweiterung im Jahr 1982
Unter Leitung der Planungsgruppe Stieldorf und unter Beteiligung von Sep Ruf († 1982) wurde 1981/82 ein Anbau fertiggestellt. Dabei wurde das Gebäude um eine Hausmeisterwohnung und anstelle eines flachen Nebentrakts um einen Anbau mit Tiefgarage erweitert. Dadurch wurde der Hauptbau in voller Höhe um etwa ein Drittel auf der rechten Seite erweitert. Unter Beibehaltung des Grundrasters wurden geschlossene Wandflächen mit schusssicheren Verglasungen realisiert. Die Brüstungen der Fenster waren nicht mehr mit Kunststein gestaltet, sondern in Stahlbeton; der Anstrich wurde in der schwarzen Farbe des Kunststeins des bisherigen Gebäudes gewählt. Die schusssicheren Verglasungen entsprachen dem Sicherheitsbedürfnis der damaligen Zeit, das von Bedrohungen der RAF geprägt war. Der Anbau umfasste u. a. einen Aufzug und einen Tresorraum.

### Bauliche Veränderungen während der Nutzung durch die bayerische Landesvertretung
Während der Nutzung des Gebäudes durch die bayerische Landesvertretung gab es einige bauliche Veränderungen. Beispielsweise wurde die Fassade in blau-weiß gestaltet, den Farben der Staatsflagge Bayerns, und die orangen Jalousien wurden durch horizontale Metall-Jalousien ersetzt.

### Rekonstruktionen und Erweiterung nach 2010
Nachdem die Deutsche Stiftung Denkmalschutz das Gebäude übernommen hatte, bemühte sie sich um eine Rekonstruktion des Gebäudes im Sinne Sep Rufs. Bereits im Jahre 2009 wurde der weiß-blaue Fassadenanstrich aus den 1980er Jahren entfernt. In einem weiteren Schritt wurde die Farbigkeit der Erdgeschosshalle rekonstruiert. Dabei wurden Details nach alten Fotografien restauriert, wie z. B. die Formgebung der Wandleuchten, die durch Replikate ersetzt wurden. Die Asbest-Mäntel der schlanken Säulen wurden entfernt und durch Brandschutzfarben der Feuerwiderstandsklasse F30 ersetzt. An den Stellen, an denen ursprünglich petrolfarbener Linoleumboden verlegt war, entschied man sich aus Schallschutzgründen für Nadelfilz-Teppichboden, wobei darauf geachtet wurde, dass die Farbgebung mit der des früheren Linoleumbodens identisch ist. Auch die Musterung der Gardinen der Erdgeschosshalle wurde anhand historischer Fotos rekonstruiert. Der Bierkeller wurde in der Fläche deutlich reduziert; der Großteil des Kellers wird nunmehr als Archiv der Stiftung genutzt.
Weiterhin offene Themen sind vor allem eine Rekonstruktion der orangefarbenen Fallarmmarkisen. Des Weiteren wird erwogen, die schusssicheren und daher zentnerschweren Fenster des Anbaus von 1982 durch leichtere, handhabbare Fenster zu ersetzen.
Der Deutschen Stiftung Denkmalschutz war bei Bezug des Gebäudes die Nutzungsfläche unzureichend. Daher wurde im rückwärtigen Gelände, angrenzend an die Karl-Carstens-Straße, 2010 ein dreigeschossiger Erweiterungsbau errichtet. Er ist mit dem Flachbau des bisherigen Gebäudes durch einen gläsernen Gang verbunden.

## Kunst am Bau
Im Garten befinden sich als Kunst am Bau Reliefs des Bildhauers Josef Henselmann sowie an der Stirnseite des Pavillons ein Keramikrelief des Bildhauers Karl Knappe; beide hatten wie Architekt Ruf an Münchner Hochschulen gelehrt.

## Außen- und Innenansichten des Gebäudes

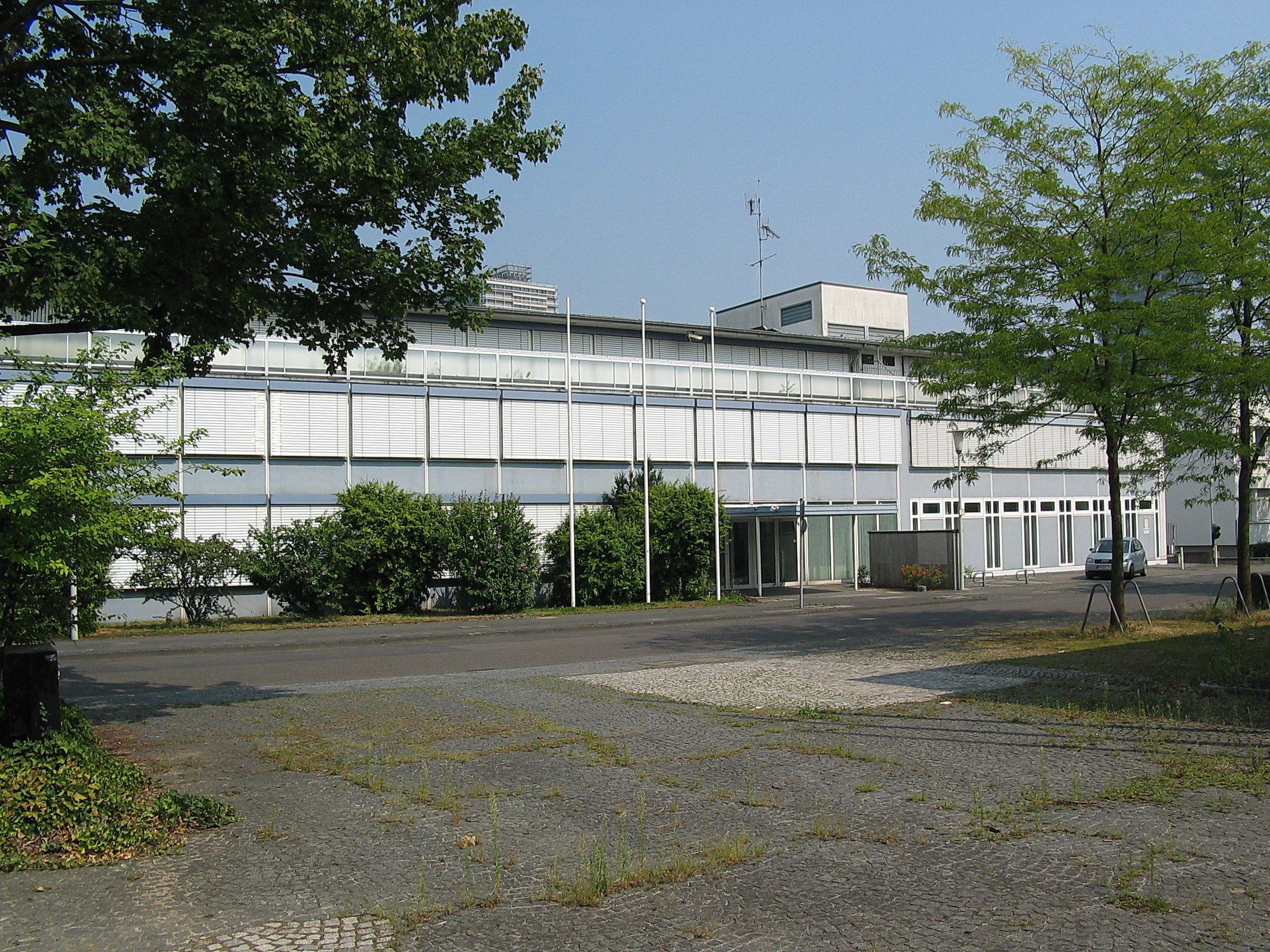
Bayerische Landesvertretung Bonn, 2003
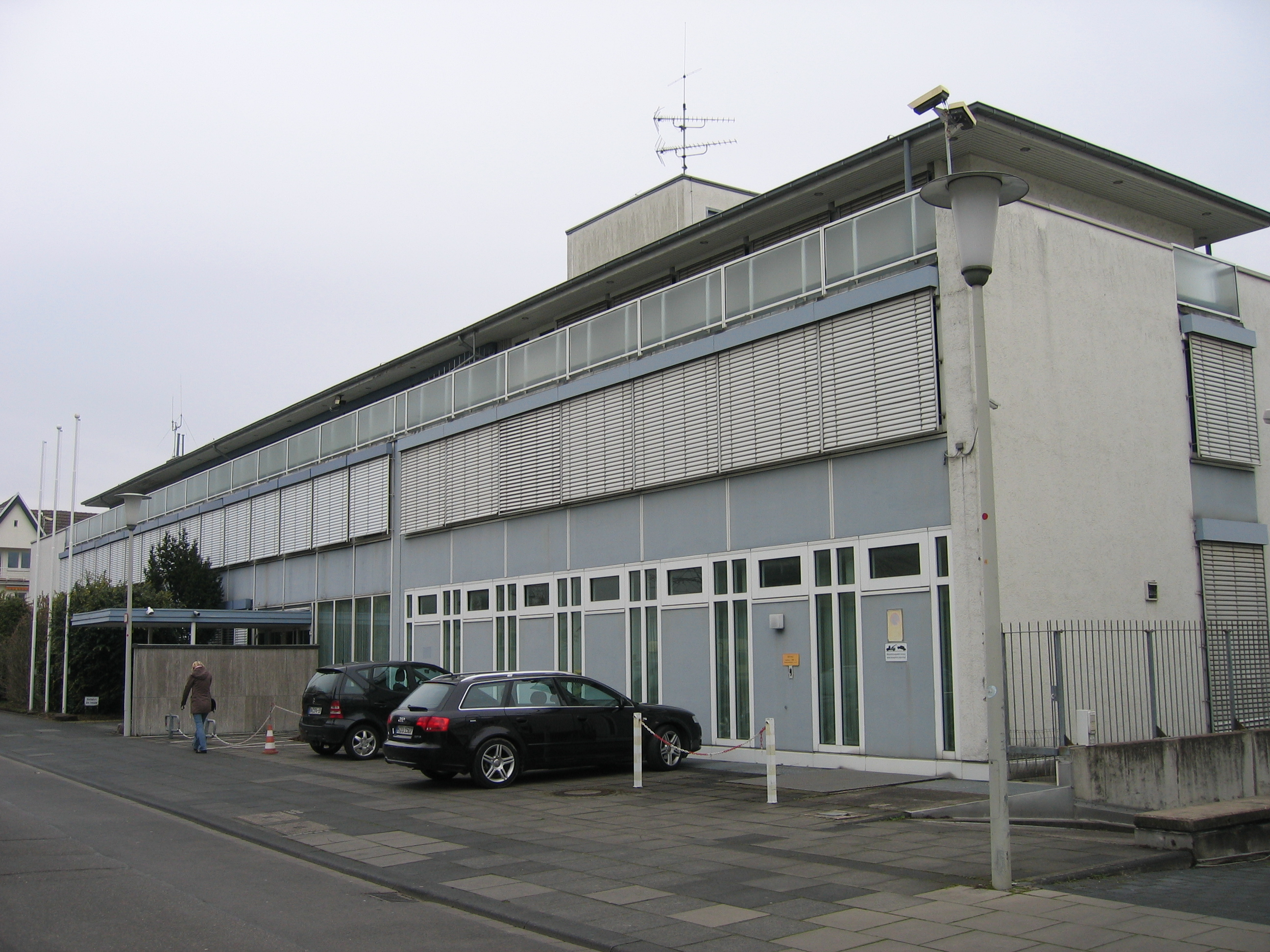
Weiß-blaue Fassade (2008)
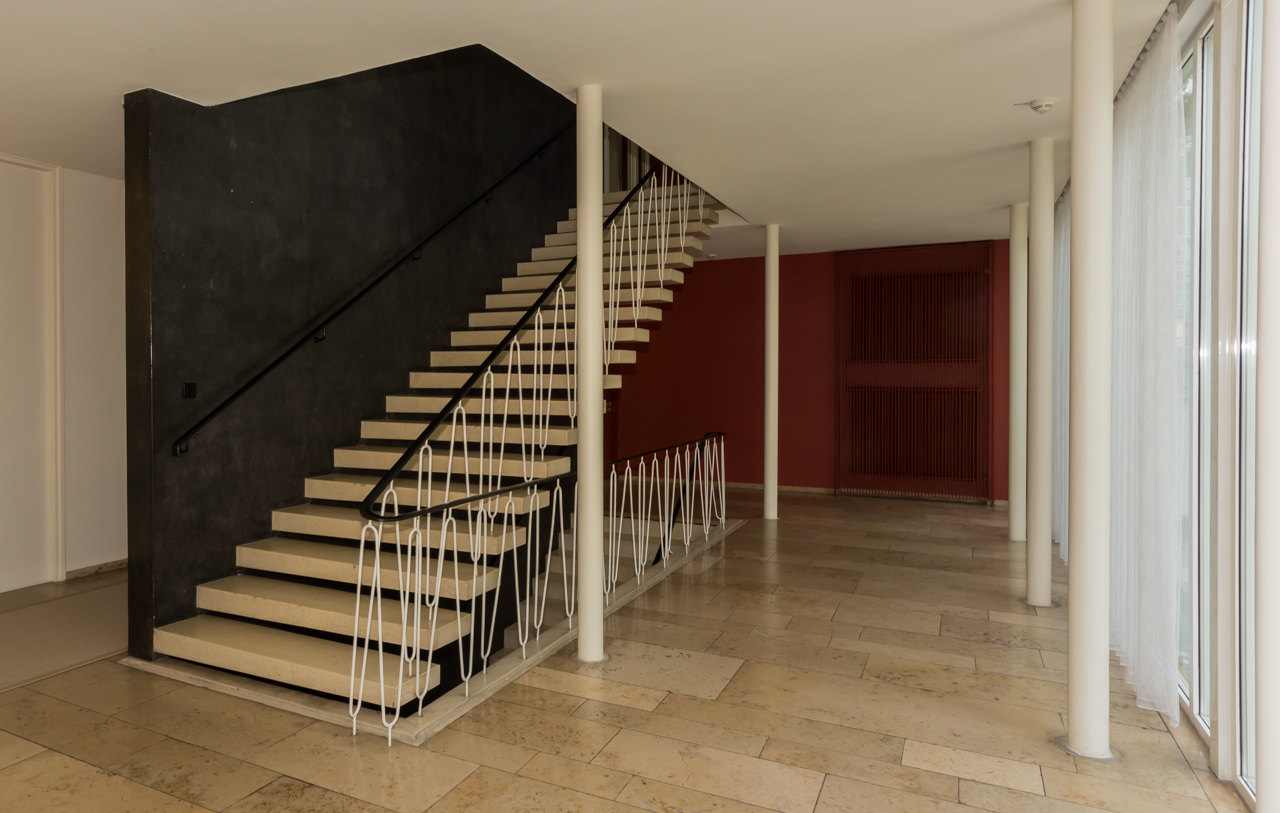
Erdgeschosshalle mit Treppenhaus
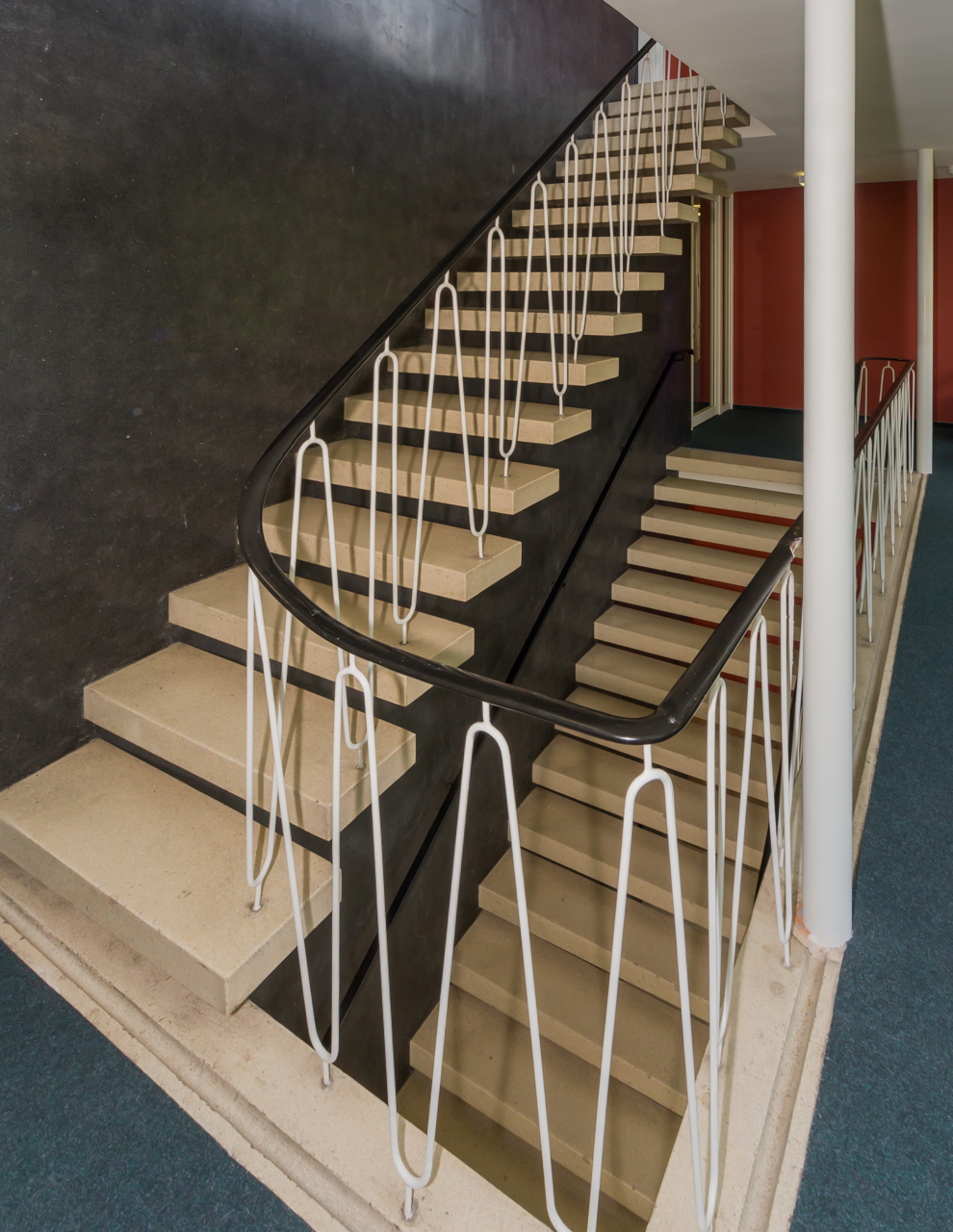
Treppenhaus im ersten Obergeschoss
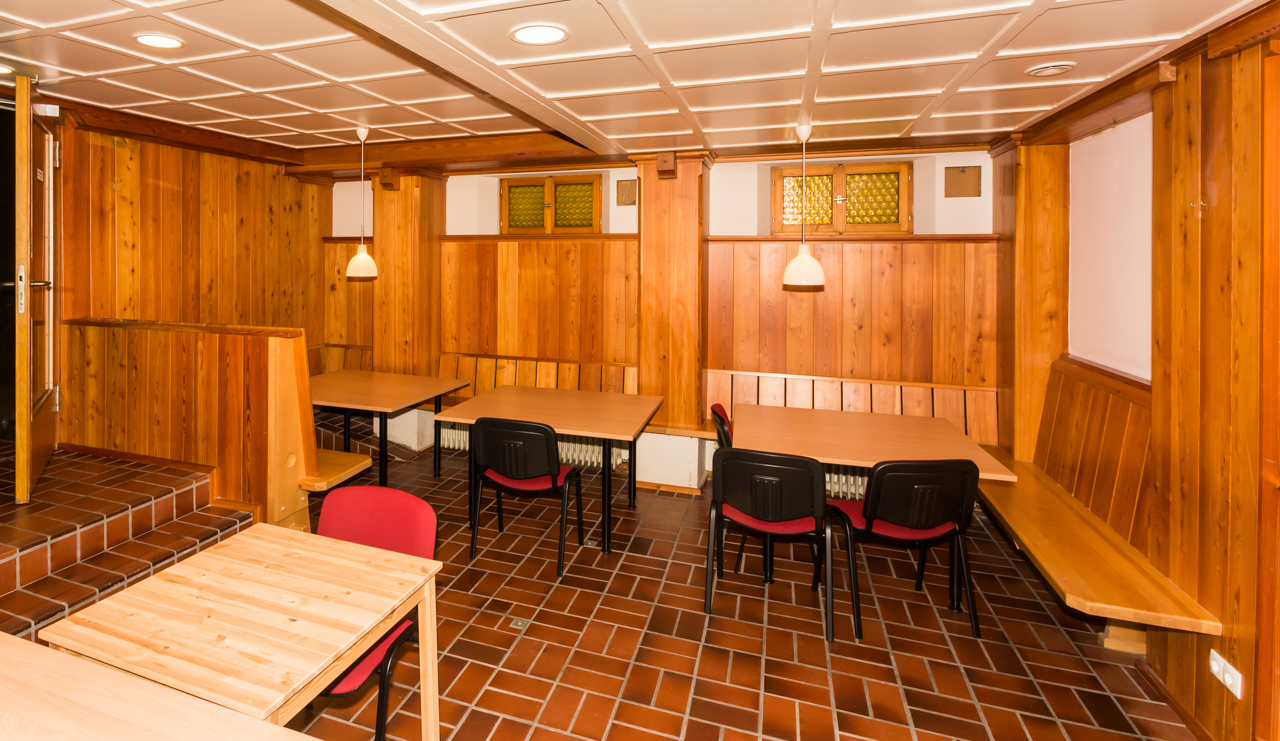
Bierkeller nach der flächenmäßigen Reduktion
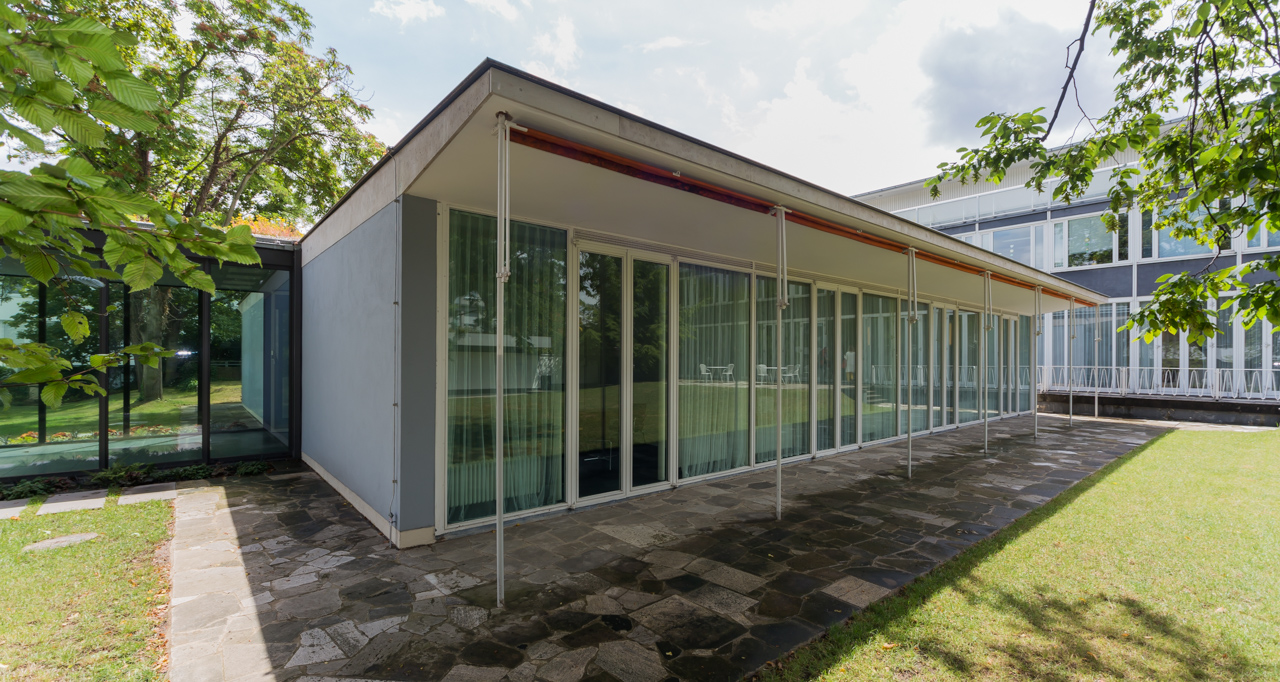
Flachbau; im Vordergrund das ehemalige Büro des Ministerpräsidenten
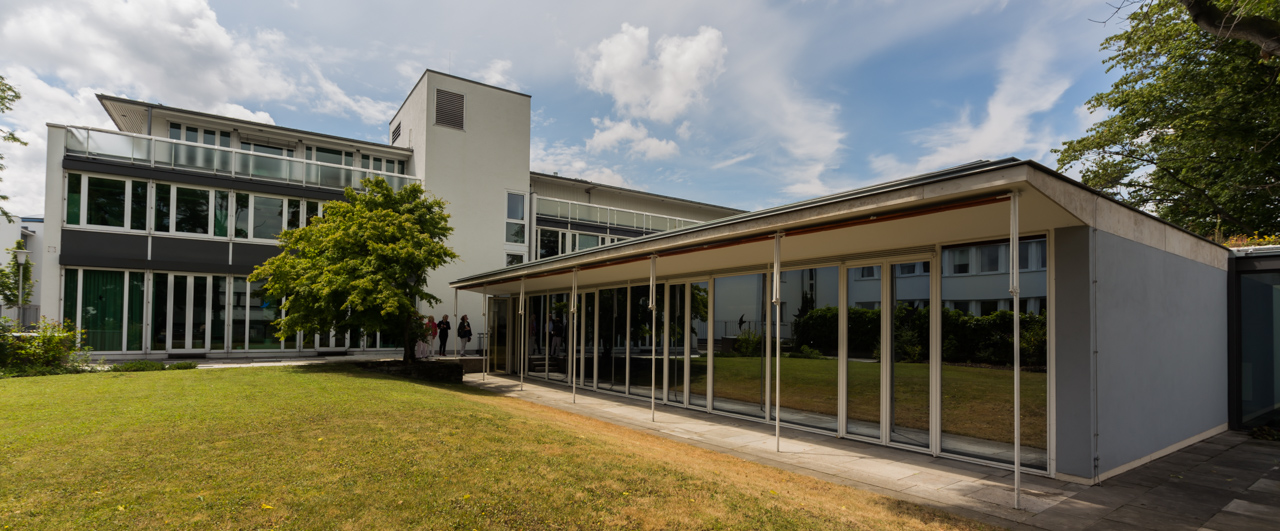
Flachbau; im Vordergrund rechts Konferenzsaal
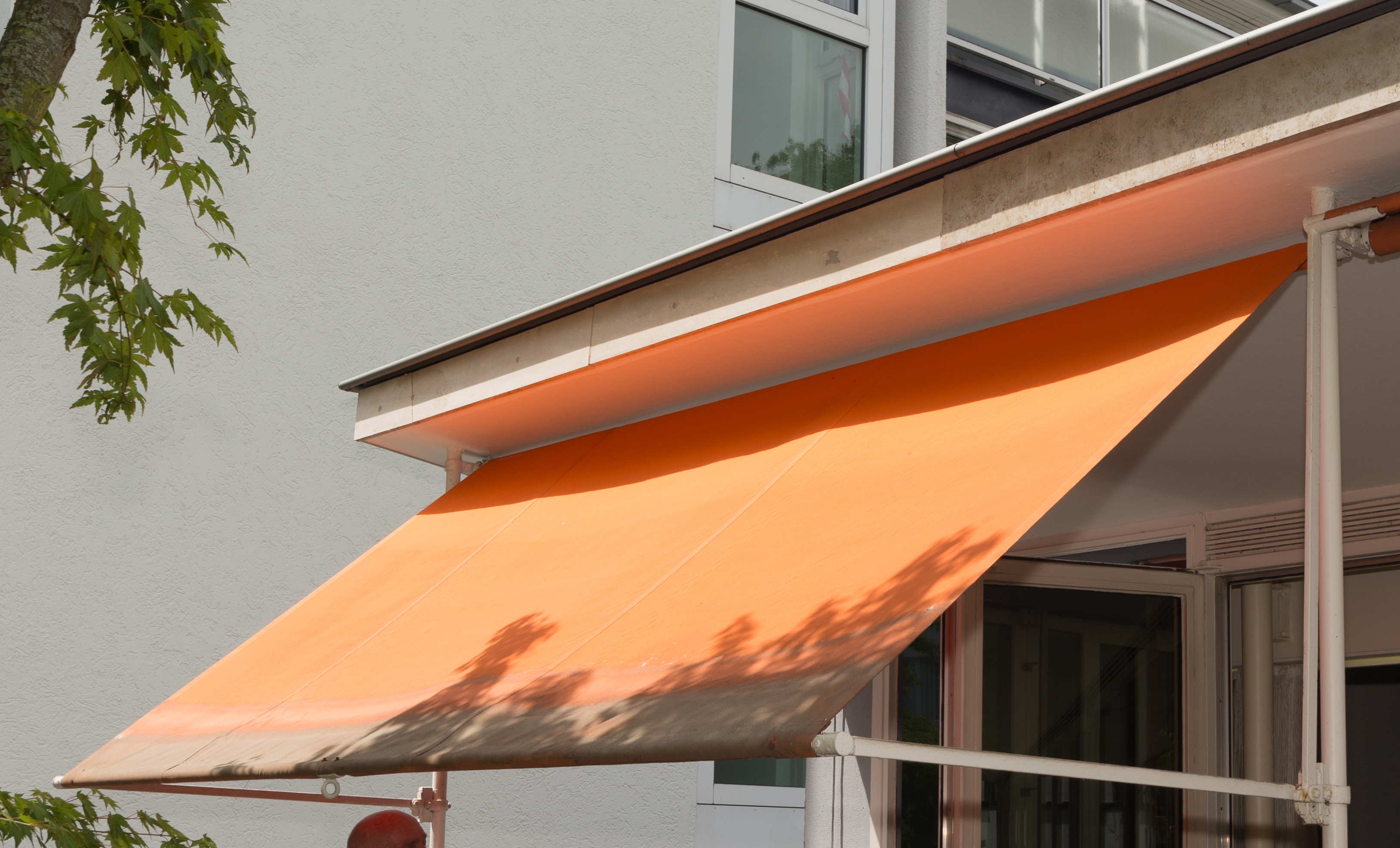
Fallarmmarkise am Flachbau
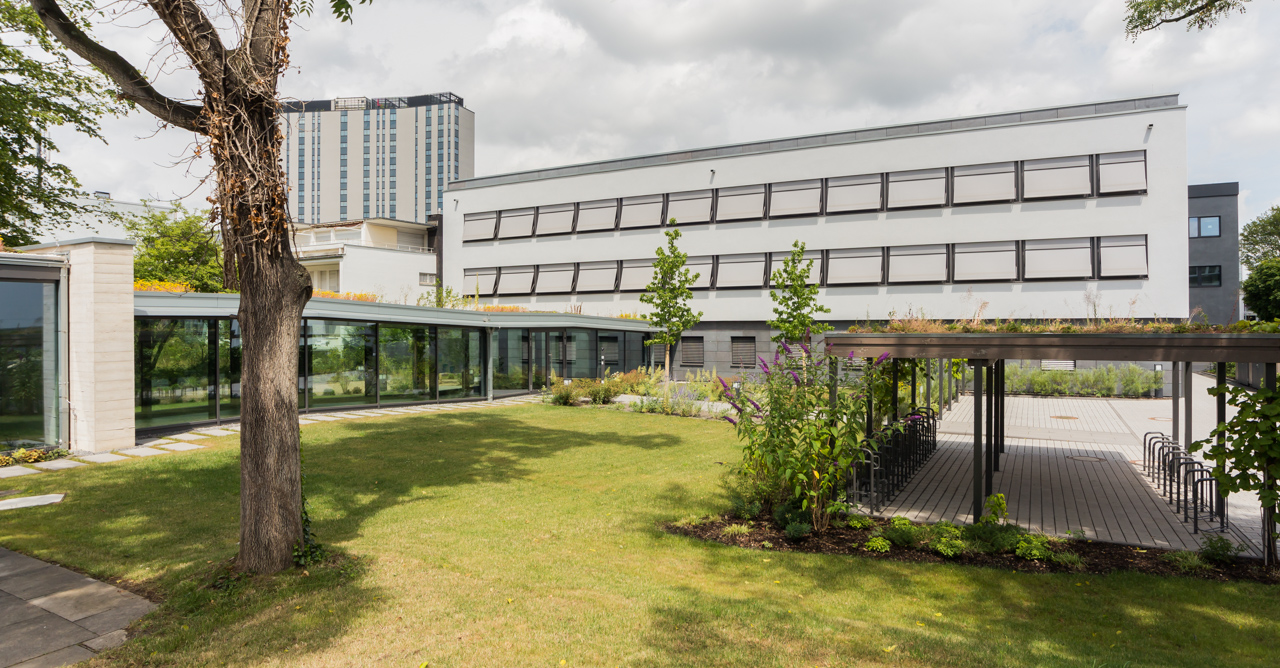
Erweiterungsbau aus 2010